# Колев, Иван (борец)
Иван Иванов Колев (болг. Иван Иванов Колев, род. 17 апреля 1951) — болгарский борец греко-римского стиля, чемпион мира, призёр Олимпийских игр.

## Биография
Родился в 1951 году в Чирпане. В 1969 году занял второе место на чемпионате мира среди юниоров. В 1972 году принял участие в Олимпийских играх в Мюнхене, где стал 4-м в своей весовой категории. В 1973 году стал чемпионом мира и Европы. В 1974 году вновь выиграл чемпионат Европы. В 1976 году завоевал бронзовые медали чемпионата Европы и Олимпийских игр в Монреале.